# Spermacoce felis-insulae
Spermacoce felis-insulae là một loài thực vật có hoa trong họ Thiến thảo. Loài này được (Correll) R.A.Howard miêu tả khoa học đầu tiên năm 1988.